# Heslehøj
Heslehøj er et tidligere landsted beliggende Baunegårdsvej 75A/Ole Olsens Allé 17 i Hellerup i Gentofte Kommune. Det store bygningskompleks rummer i dag ejerlejligheder, og parken er udstykket til villagrunde.
Heslehøj blev udstykket fra proprietærgården Heslegård, der var ejet af finansminister W.C.E. Sponneck 1866-1883. Gården var ved udskiftningen 1766 navngivet efter agerstykket Hesselspjældene, der hørte til gården.
I 1871 blev Heslehøj købt af kammerråd Georg Nicolai Brodersen (1819-1908), der var balletdanser ved Det Kongelige Teater under balletmester August Bournonville.
Brodersen ejede stedet frem til 1884, hvor Heslehøj blev erhvervet af grosserer Andreas Henningsen. Den nye ejer lod Heslehøj helt ombygge og udvide 1884-85 ved arkitekten Johan Schrøder, der havde slået sit navn fast med Hvidøre i Klampenborg. Den symmetriske bygning var i en etage med toetages siderisalitter og fremhævet midtrisalit mod haven. På gårdsiden havde huset et højt tårn med spir og åbnede sig mod et gårdsrum med staldbygning mm. Taget var af skifer og kronet med franske værn af støbejern. Allerede 1893 måtte Schrøder engageres igen, eftersom stedet var brændt. Schrøders Heslehøj var en blanding af senklassicisme og tidens dekorerede, prangende stukarkitektur. I 1890 tilføjede han et drivhus og i 1894 en havepavillon.
Alleen, der førte op til landstedet, fik i 1913 navnet Heslehøj Allé.
I 1914 overtog generaldirektør i Nordisk Film, Ole Olsen, Heslehøj. Han havde samme år tjent en formue ved at sælge sine aktier i filmselskabet. Året efter lod han arkitekt Cosmus Bræstrup ombygge, forenkle og modernisere Heslehøj, der fik sit nuværende udseende. Bygningen blev nu konsekvent forhøjet til to etager hele vejen rundt, noget af stukdekorationen blev fjernet og tårnet blev forhøjet og afsluttet med et lille rundtempel i kobber. Indgangsporten mod Baunegårdsvej fik doriske halvsøjler.
Olsen begyndte nu at hellige sig sin private interesse som samler af antikviteter i porcelæn, keramik og sølvtøj, der blev installeret på Heslehøj. Hovedparten af hans samling opstod årene efter til 1930.
I 1931 udstykkede Olsen den 8 hektar store park og frugthave. Han solgte Heslehøj og flyttede ind på nabobygningen Stengården, som han havde tilkøbt, og hvor han i 1933 byggede en udstillingsbygning til sine mange kunstgenstande. Hen over den gamle grund lod han vejen Ole Olsens Allé anlægge, opkaldt efter ham selv. Den nye ejer, murermester H. Jensen, fortsatte udstykningen i 1932.
En af køberne af de nye villagrunde var grosserer Christian Green, der i 1934 lod Kay Fisker opføre en stor villa Baunegårdsvej 57. Udstykningen gik ud over alleen, der nu stopper ved Bernstorffsvej i stedet for at føre op til landstedet. Alleens fortsættelse kan stadig ses af matrikelskel. Pudsigt nok flyttede Ole Olsens søn generalkonsul Eugen Olsen ind i en villa på vejen opkaldt efter sin far.
I 1930'erne blev Ejendomsselskabet Heslehøj A/S oprettet, som bl.a. omfattede landsretssagfører Vilhelm Delmar. Under krigen var direktør Holger Andreasen lejer. 1941 blev ejendommen moderniseret ved Ernst Kühn. Den sidste, der ejede Heslehøj som samlet ejendom, var grosserer, generalkonsul Holger Andreasen. Han døde 1968, og året efter blev landstedet udstykket i ejerlejligheder.
I 2007 vedtog Gentofte Kommune en bevarende lokalplan, der fastlægger Heslehøj og mange andre villaer som bevaringsværdige.